# Bateau de Gokstad

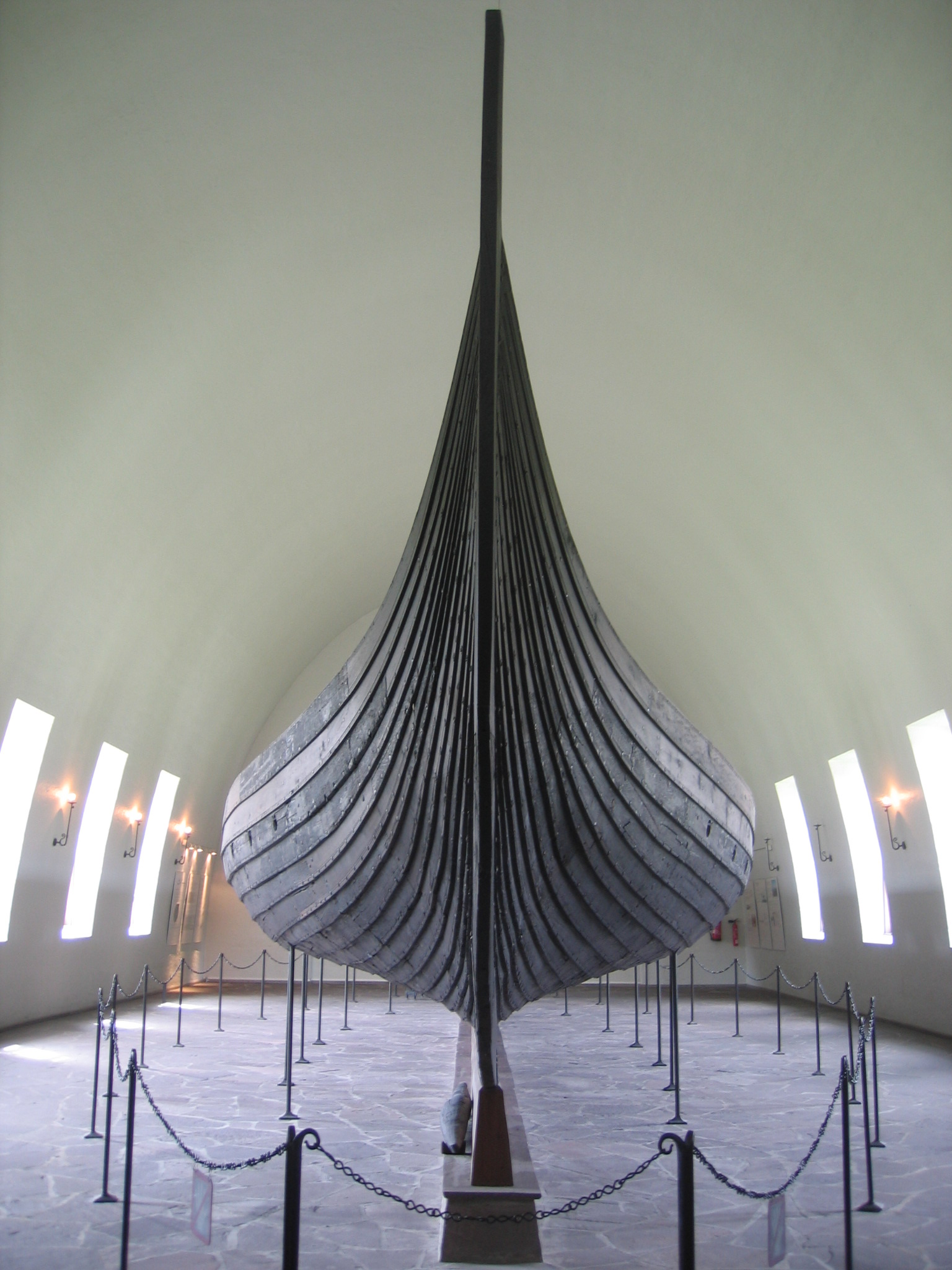
Le bateau de Gokstad au Musée des bateaux vikings, Oslo, Norvège.

Le bateau de Gokstad est un bateau viking de la fin du IXe siècle ayant été découvert dans un large monticule funéraire près de la ferme Gokstad, dans la région de Sandefjord dans le Vestfold, Norvège. Il a été dégagé par Nicolay Nicolaysen en 1880.

## Le bateau
Le bateau de Gokstad est constitué de « planches clouées » en construction à clins, toutes en chêne. Il mesure 23,50 mètres de long et 5,20 mètres de large. Il s'agit du bateau le plus large de tous ceux exposés au musée des bateaux vikings à Oslo. Le bateau était fait pour être propulsé par 32 rameurs, et les trous servant pour le passage des rames pouvaient être occultés lors d'une navigation à la voile. Celle-ci avait une surface d'environ 120 m2 qui, selon estimation, pouvait faire aller le navire à une vitesse de 12 nœuds (contre 5 nœuds à la rame). Lorsqu'il se trouvait dans des eaux peu profondes, le gouvernail pouvait être relevé, afin de ne subir aucun dommage.
L'analyse dendrochronologique suggère que le bateau de Gokstad a été construit à partir de troncs abattus autour de l'an 890.
Il a été démontré que ce dernier a été conçu pour la mer. Une réplique de bateau traversa l'Atlantique partant de Bergen pour être exposée à la World Columbian Exposition à Chicago, en 1893. Une autre réplique, le Gaia, construit en 1991 près de Bergen, traversa l'Atlantique pour se rendre au Brésil, dans un but humanitaire. Son port actuel : Sandefjord au sud de la Norvège.

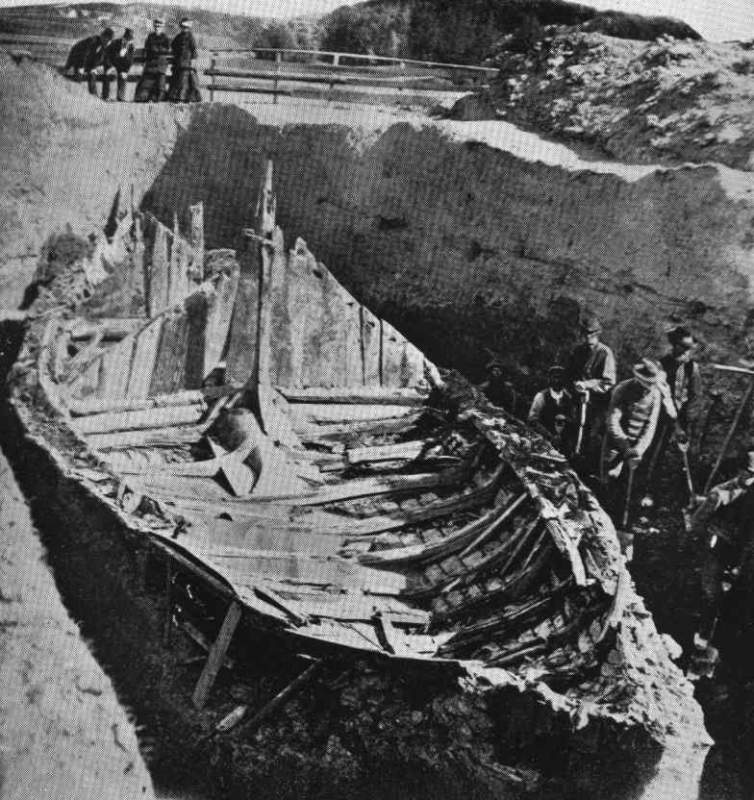
Les fouilles du bateau de Gokstad. Photographie prise en ~1880.

## Le squelette
Durant les fouilles, le squelette d'un homme âgé entre 50 et 70 ans a été dégagé. Les restes ont été trouvés sur un lit creusé dans un tronc. Bien que l'identité du mort soit inconnue, il a été suggéré que ce soit Olaf Geirstad-Alf, un roi de Vestfold (voir Liste des rois de Vestfold). Il faisait partie de la maison de Yngling, et mourut à cette époque selon la Heimskringla (ou saga des rois de Norvège).

## Les objets
À part le navire principal, trois petits bateaux sont retrouvés ainsi qu'un traîneau, le harnais d'un cheval et une tente. Il est supposé que le monticule ait été profané dans les temps anciens, car au moment des fouilles il n'a été retrouvé aucun objet fait d'argent ou d'or. Dans la période viking, les armes étaient considérées comme très importantes dans la tombe d'un homme. Dans le cas du bateau de Gokstad, aucune arme n'a été retrouvée, ce qui laisse à penser qu'elles ont été dérobées par des pilleurs de tombes. Soixante-quatre boucliers ont néanmoins été retrouvés. Actuellement le bateau, la chambre funéraire restaurée, deux des trois petits bateaux et deux panneaux de la tente sont exposés au Musée des navires vikings d'Oslo. Quelques autres artefacts qui ont survécu à la profanation sont également visibles dans ce musée.

## Quelques répliques du bateau de Gokstad

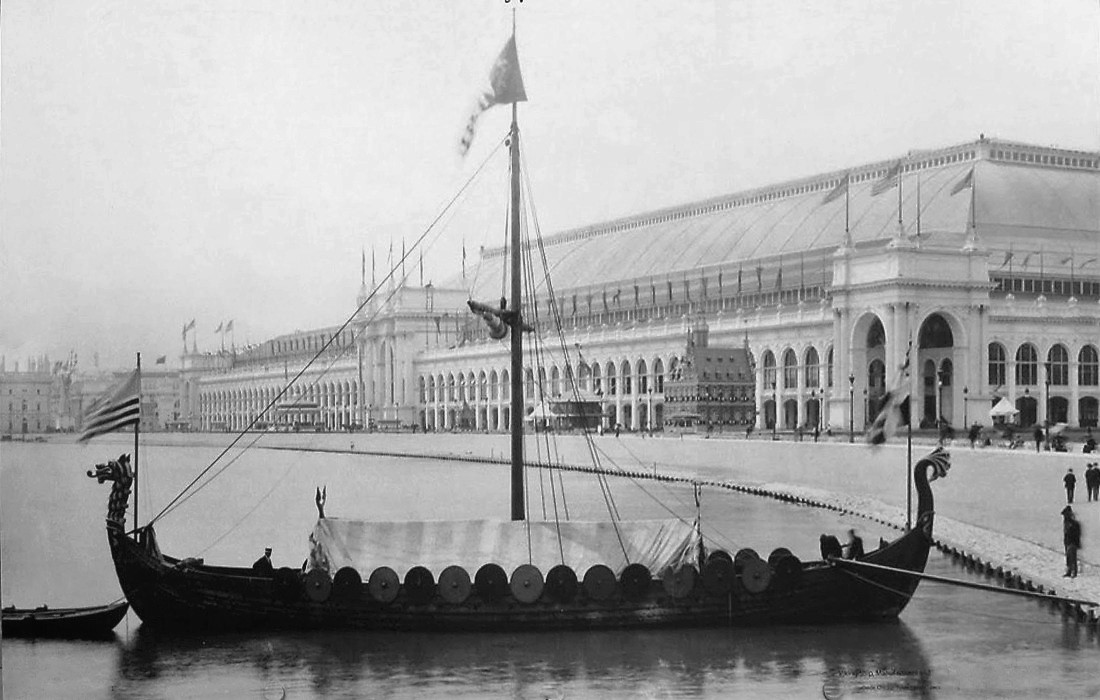
Le Viking, une réplique du bateau de Gokstad présentée à l'Exposition universelle de 1893 (World's Columbian Exposition) à Chicago.

- Olaf d'Olonne (2024) - France
- Gungnir (2001) - France
- Dreknor (2008) - France
- Íslendingur (1996) - Islande
- Gaïa (1990) - Norvège
- Hugin (1949) - Danemark
- Viking (1893) - Norvège